# Монтгомері Тауншип (округ Індіана, Пенсільванія)
Монтгомері Тауншип (англ. Montgomery Township) — селище (англ. township) в США, в окрузі Індіана штату Пенсільванія. Населення — 1430 осіб (2020).

## Демографія
Згідно з переписом 2010 року, у селищі мешкало 1568 осіб у 593 домогосподарствах у складі 427 родин. Було 712 помешкання
Расовий склад населення:
| - 98,8 % — білих - 0,5 % — чорних або афроамериканців - 0,2 % — азіатів - 0,1 % — корінних американців |

До двох чи більше рас належало 0,4 %. Частка іспаномовних становила 0,3 % від усіх жителів.
За віковим діапазоном населення розподілялося таким чином: 19,0 % — особи молодші 18 років, 59,8 % — особи у віці 18—64 років, 21,2 % — особи у віці 65 років та старші. Медіана віку мешканця становила 46,8 року. На 100 осіб жіночої статі у селищі припадало 102,6 чоловіків;  на 100 жінок у віці від 18 років та старших — 98,7 чоловіків також старших 18 років.
Середній дохід на одне домашнє господарство  становив 49 061 долар США (медіана — 43 203), а середній дохід на одну сім'ю — 59 084 долари (медіана — 50 781). Медіана доходів становила 42 083 долари для чоловіків та 33 393 долари для жінок. За межею бідності перебувало 18,6 % осіб, у тому числі 27,6 % дітей у віці до 18 років та 11,7 % осіб у віці 65 років та старших.
Цивільне працевлаштоване населення становило 598 осіб. Основні галузі зайнятості: освіта, охорона здоров'я та соціальна допомога — 20,9 %, сільське господарство, лісництво, риболовля — 17,6 %, роздрібна торгівля — 12,4 %, транспорт — 9,4 %.